# جيمس وليامز (لاعب هوكي الحقل)
جيمس وليامز (بالإنجليزية: James Williams)‏ (و. 1878 – 1929 م) هو لاعب هوكي الحقل من المملكة المتحدة، وويلز، والمملكة المتحدة لبريطانيا العظمى وأيرلندا، شارك في الألعاب الأولمبية الصيفية 1908، توفي عن عمر يناهز 51 عاماً.

## روابط خارجية
- جيمس وليامز على موقع أوليمبيديا (الإنجليزية)